# Lázaro Azorín Salar
Lázaro Azorín Salar (Pinoso, 9 de abril de 1975) es un profesor de educación primaria y político español. Fue alcalde de Pinoso desde 2011 hasta julio del 2025. Es diputado en la XIV legislatura del Congreso de los Diputados por el PSOE, en sustitución de Pedro Duque Duque.

## Alcaldía
Desde las elecciones municipales de 2011, Lázaro Azorín fue el alcalde de Pinoso.Cargo que desempeñó hasta este mismo año (julio 2025) al presentar su renuncia ya que es diputado en las Cortes Generales y sus obligaciones le han llevado a dejar la Alcaldía después de 15 años al frente de la Corporación municipal.

## Diputado
El 25 de febrero del 2020, Azorín es el sustituto del Ministro de Ciencia e Innovación del Gobierno de España.
Es representante del PSOE en el Congreso de los Diputados por Alicante

### Portavoz en la Comisión de Educación y Formación Profesional
El mismo día de su cargo de diputado, fue nombrado portavoz de la Comisión de Educación y Formación Profesional en el Congreso de los Diputados. Lleva siendo partícipe de ella en las comisiones celebradas.

### Vocal en la Comisión de Igualdad
El 27 de febrero del 2020, Lázaro Azorín fue nombrado vocal en la comisión de Igualdad celebrada en el Congreso de los Diputados. Comisión que fue suspendida temporalmente durante el confinamiento de marzo de ese mismo año.